# Mitroy Krsti
Mitroy Krsti (en macédonien Митрој Крсти) est un village du nord-ouest de la Macédoine du Nord, situé dans la municipalité de Gostivar. Le village ne comptait aucun habitant en 2002.